# Atlético Zulia Fútbol Club
L'Atlético Zulia Fútbol Club fou un club de futbol veneçolà de la ciutat de Maracaibo.
Va ser fundat el 1996 en adquirir els drets del club Unicol FC de Lagunillas.
Després de dues temporades vengué els seus drets federatius a Universidad de Los Andes Fútbol Club.

## Referències

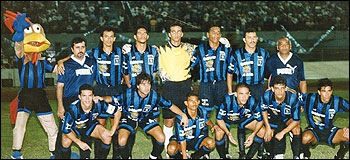
Atlético Zulia.

## Palmarès
- Lliga veneçolana de futbol:[1]
  - 1997–98

- Copa veneçolana de futbol:[2]
  - 1997